# Lista de episódios de Garfield and Friends

## Temporada 1 (US: 1988 l BR: 1988)
- Show 1: Paz e Tranquilidade / Wade: Procurado pela Polícia / O Havaí é Aqui
- Show 2: Caixa de Diversões / Orson Voador Não-Identificado / O Terror da Escola
- Show 3: O Pesadelo (Herbert Richers) & Pesadelo Noturno (Sincrovídeo) / Nariz de Banana / Ode a Odie
- Show 4: Gato Medroso (SC São Paulo) & Que Gato Medroso! (Sincrovídeo) / Sheldon Sai da Casca / A Gripe de Garfield (SC São Paulo) & Cuidado com o Espirro (Sincrovídeo)
- Show 5: A Comovente Experiência de Garfield / Wade, Você Está Com Medo / É um Barato
- Show 6: Crise de Identidade / Um Jogo de Maluco / Subindo na Árvore
- Show 7: Problema Pesado / A Minhoca Boazinha / Gato Bom, Gato Mau
- Show 8: Férias na Neve / A Volta do Poderoso Porco / Troca Justa (Herbert Richers) & Uma Troca Justa (Sincrovídeo)
- Show 9: O Show do Binky / Fica Frio! / Não se Mexa!
- Show 10: O Mago Vira-lata / Uma História Curta / Odeio a Segunda-Feira
- Show 11: A Melhor Estifer / O Dia Nacional do Pudim de Tapioca / Um Estudo Sobre Odie
- Show 12: O Justiceiro / O Pato Voador / A Horta de Jon
- Show 13: Garfield com Amnésia / Gosto da Tua Companhia / O Furor de Consumo

## Temporada 2 (1989)
- Show 14: Um Hóspede da Pesada / O Gozador / O Gato Milionário (tx 16.09.89)
- Show 15: O Planeta do Futuro / A Lei da Grabidade / Uma Soneca Esperta (tx 16.09.89)
- Show 16: A Grande Fuga / Ovos Mexidos / Joãozinho e Maria (tx 23.09.89)
- Show 17: O Monstro de Lama (Sincrovídeo) & Garfield e o Monstro (Parisi Vídeo) / O Biscoito da Sorte / Que Calor! (Sincrovídeo) & Dia de Festa (Parisi Vídeo) (tx 23.09.89)
- Show 18: Samambaia Perigosa / O Troca-Troca / O Livro Preto (tx 30.09.89)
- Show 19: A Lenda do Lago / Zero Zero Orson / Uma Vida Saudável (tx 30.09.89)
- Show 20: Binky é Despedido / Os Estraga Prazeres / O Belo e o Fero (Sincrovídeo) & A Bela e a Fera (Parisi Vídeo) (tx 07.10.89)
- Show 21: A Região da Lasanha / O Porco-insone / Yojumbo (tx 07.10.89)
- Show 22: Prós e Contras / A Vingança do Galo / Luz! Câmera! Ação! (tx 14.10.89)
- Show 23: O Rancho Mustelídeo / Porco Hércules (Sincrovídeo) & Pórcules (Parisi Vídeo) / O Pequeno Gênio (tx 14.10.89)
- Show 24: Robodie / Wade Primeiros Socorros / Vítima do Vídeo (tx 21.10.89)
- Show 25: Conduta de Maine (Sincrovídeo) & De Volta ao Lar (Parisi Vídeo) / Tudo por uma Risada (Sincrovídeo) & Uma Questão de Bom Humor (Parisi Vídeo) / O Ataque dos Peixinhos Mutantes (Sincrovídeo) & O Ataque dos Peixes Mutantes (Parisi Vídeo) (tx 21.10.89)
- Show 26: A Maldição do Diamante Klopman / Lama Doce Lama / Sonhos de Dias Chuvosos (tx 28.10.89)
- Show 27: Um Basquete Muito Doido / A Origem do Poderoso Porco / Jeca Tatu Ataca de Novo (tx 28.10.89)
- Show 28: Binky se dá Mal / Celeiro do Medo / Assuntos do Correio (tx 04.11.89)
- Show 29: A Carência do Garfield / Swine Trek / Deve Ser Verdade (tx 11.11.89)
- Show 30: Arrivederci, Odie! / Gort Vira Bonzinho / Afinidades Felinas (tx 18.11.89)
- Show 31: O Urso / Não Há o que Temer / O Grande Tagarela (tx 18.11.89)
- Show 32: A Aventura de Jeca Tatu / Porco Hércules II / Crime e Comida(tx 25.11.89)
- Show 33: A TV do Futuro / O Chapéuzinho Vermelho / O Gato Bem Nutrido (tx 25.11.89)
- Show 34: A Invasão dos Robôs Gigantes / Auto-Estima / Hotel Para Animais (tx 02.12.89)
- Show 35: Felino de Primeira Classe / Hamelot / Como Ser Engraçado (tx 02.12.89)
- Show 36: A Casa Mal-Assombrada / A Derrota da Fuinha / A Lenda do Pirata Jon (tx 09.12.89)
- Show 37: Gato Chinês / Cocoricó de Primeira / Bonzo, o Empecilho da Praia (tx 09.12.89)
- Show 38: Ferro Velho / O Retorno / Viajando Com Vídeo (tx 16.12.89)
- Show 39: O Correio Animal / Galo com Cérebro de Amendoim / Querida Múmia (tx 23.12.89)

## Temporada 3 (1990)
- Show 40: Assalto Aéreo / Os Coelhos Estão Chegando! / Contatos Imediatos do Grau do Garfield (tx 15.09.90)
- Show 41: Astro Gato / Duelo de Cocoricó / Gato Cinderela (tx 15.09.90)
- Show 42: Em Forma de Navio / Celeiro do Medo 2 / Quebre uma Perna (tx 22.09.90)
- Show 43: História Contada Duas Vezes / Orson Sai de Férias / Canção dos Sinos do Casamento (tx 22.09.90)
- Show 44: Faxina Geral / Os Segredos do Desenho Animado / Como o Oeste se Perdeu (tx 29.09.90)
- Show 45: Binky é Cancelado de Novo! / O Restaurante do Orson / Muito Cansado (tx 29.09.90)
- Show 46: A Volta dos Amigos Ursos / Muito o que Fazer Para Lanolina / Invasão de Cães e Gatos (tx 06.10.90)
- Show 47: Digno de um Rei / Ben Hog / Sobremesa do Deserto (tx 06.10.90)
- Show 48: O Cão dos Arbuckles / Alerta Vermelho da Leitura / Arbuckle Urbano (tx 13.10.90)
- Show 49: Odielocks Cachinhos de Ouro e os Três Gatos / Um Salto Para o Futuro / Comprando Cam (tx 13.10.90)
- Show 50: Conde Lasanha / Convidado Misterioso / Reboliço Roedor(tx 20.10.90)
- Show 51: O Vilão Felino / A Águia da Lei / A Saga dos Jecas (tx 20.10.90)
- Show 52: DJ. Jon / Com a Mão em 1 Milhão / Cinco Minutos de Jejum (tx 27.10.90)
- Show 53: Um Mundo Maravilhoso / Os Prémios Orson / A Ginástica Garfield (tx 27.10.90)
- Show 54: Tudo Gordo e Pequeno / Robin Porco / Substituíção do Coelho (tx 03.11.90)
- Show 55: Joga o Pauzinho / Orson no País das Maravilhas / Só para Gatos (tx 10.11.90)
- Show 56: Enganos Acontecem / O Bom Morador / O Sábio (t90x 10.11.)
- Show 57: Aatro Peso / Eleição Ofuscada / Negócio Sujo (tx 17.11.90)

## Temporada 4 (1991)
- Show 58: A Lenda de Cactus Júpiter / O Aniversário do Roy / Jon Caixa de Música (tx 14.09.91)
- Show 59: Pré-Estreias de Guincho / O Médico e o Wade / O Astro (tx 14.09.91)
- Show 60: Cachorro ou Vaca / Grande Malvado Amigo Pássaro / Cara de Anjo (tx 21.09.91)
- Show 61: Erro de Julgamento / Uma História Ovomocionante / Supermercado Mania (tx 21.09.91)
- Show 62: Frankenstein Felino / Wade, O Homem do Tempo / Um Substituo Felino (tx 28.09.91)
- Show 63: O Gato Polar / Do Outro Lado do Arco-íris / Possibilidades Remotas (tx 28.09.91)
- Show 64: A Noite das Lavadoras Vivas / Lanche Rápido / Pagar e LevAR (tx 05.10.91)
- Show 65: Velocidade Máxima / Asas da Imaginação / Gato Náufrago (tx 05.10.91)
- Show 66: Mente em Matéria / Orson no Bastão / Múltipla Escolha (tx 12.10.91)
- Show 67: Garfield Guerreiro das Galáxias / O Espião Astuto / O Que Fica Para Sempre (tx 12.10.91)
- Show 68: Um Bebê Saltitante / O Patinho Feio / Aulas Didáticas (tx 19.10.91)
- Show 69: Robodie II / Super Manteiga / Coisas Chatas (tx 19.10.91)
- Show 70: Problema Garantido / Fã Clube / A Experiência (tx 26.10.91)
- Show 71: A Imagem de Id / Histórias da Carochinha / Mamma Manicotti(tx 02.11.91)
- Show 72: A Patrulha da Pizza / Tal Pai, Tal Filho / Um Romance Sobre Rodas(tx 09.11.91)
- Show 73: Aventura Animada e Automatizada[1] / Wade Maravilha / Transportando Odie(tx 16.11.91)

## Temporada 5 (1992)
- Show 74: Casa Longe de Casa / Robô Tempestade / O Incrível Odie (tx 19.09.92)
- Show 75: Lar Doce Lar / Miozotois Newton / O Grande Inventor (tx 19.09.92)
- Show 76: O Gosto Faz o Peso / O Lobo Vigia / Juízo Final (tx 26.09.92)
- Show 77: Primo do Campo / O Jogo do Nome / A Maldição do Parque (tx 26.09.92)
- Show 78: Terror Renovado / Contos de Ninar / Dente de Sabre (tx 03.10.92)
- Show 79: O Primeiro Teste Anual dos Observadores do Garfield / Um Corvo Muito Louco / O Que é um Toca-Discos (tx 03.10.92)
- Show 80: O Tribunal dos Gatos / O Show do Bô / Péssimos Vizinhos (tx 10.10.92)
- Show 81: Gato na Lona / Lua Faz de Conta / A Criatura que Vivia na Geladeira Atrás da Maionese, Perto do Ketchup e a Esquerda da Salada de Repolho (tx 10.10.92)
- Show 82: Lindo de Morrer / As Cavernas de Cacau / O Par dos Sonhos (tx 17.10.92)
- Show 83: Odie Aéreo / Era Uma Vez um Tempão / Noiva e Vassoura (tx 17.10.92)
- Show 84: O Boneco Perigoso / Mais Cedo ou Mais Tarde / Jon Saltador (tx 24.10.92)
- Show 85: A Pior Pizza na História da Humanidade / Jack II, O Resto da História / A Ópera Garfuekd (tx 24.10.92)
- Show 86: Conspiração Contra o Gato de Desenho / Quem Foi? / O Pânico do Piquinique (tx 31.10.92)
- Show 87: O Som Perfeito / Contatos Imediatos / Os Perigos de Penelope (tx 31.10.92)
- Show 88: Fantasma de Uma Figa / Roy é Despedido / A Vingança do Almoço Vivo (tx 07.11.92)
- Show 89: Simão Supersônico / Um Pequeno Distúrbio Emocional / O Clipe do Garfield (tx 07.11.92)

## Temporada 6 (1993)
- Show 90: Uma Loucura de Férias / O Incrível Monstro Pateta do Pantâno / Dolorosa Doação (tx 11.09.93)
- Show 91: A Invenção dos Wright / Orson Mensageiro / Seugrança em Casa (tx 18.09.93)
- Show 92: Jon o Bárbaro / Socorrendo o Tio Roy / O Gato e o Conselho (tx 25.09.93)
- Show 93: A Próxima Porta / Tudo Sobre Wade / Pézão (tx 02.10.93)
- Show 94: A Conspiração Canina / A Branca de Neve e os 77 Anões (primeira parte) / O Artigo Genuíno (tx 09.10.93)
- Show 95: O Melhor Seguro / A Branca de Neve e os 77 Anões (segunda parte) / O Peixe Gato (tx 16.10.93)
- Show 96: Fçaitas e Tortas de Hamelin / O Engraçadinho / Doce Refeição (tx 23.10.93)
- Show 97: A História de Floyd / A Vaca Roubada / O Segundo Episódio de Penelope (tx 30.10.93)
- Show 98: O Médico e o Rato / Dia de Pagamento / Como Enloquecer os Humanos (tx 06.11.93)
- Show 99: Um Desastre de Encontro / Tempo Para Descanso / A Maior Soneca (tx 13.11.93)
- Show 100: Escadaria Para o Estrelato / O Retorno do Incrívelmente Estúpido Monstro do Pantano / A Vida e a Época de Kid Lasanha (tx 20.11.93)
- Show 101: Mágica, Monstros e o Mago / A Cavalgada da Meia-Noite (tx 27.11.93)
- Show 102: Perdido e Abandonado / Inverno Maravilha / Filmes e Felinos (tx 04.12.93)
- Show 103: O Musical Garfield / Melvin Lê as Mentres / O Maluco Encontra Alguém a Altura (tx 11.12.93)
- Show 104: Gladiadores e Confusão / Feriado Especial / Jon, o Delinquente (tx 18.12.93)
- Show 105: O Terceiro Episódio de Penelope / A Força da Lebre / Revista Popular da Boca do Lixo (tx 25.12.93)

## Temporada 7 (1994)
- Show 106: Mudando de Ideia / Problemas com Deméritos / O Par Perfeito (tx 10.09.94)
- Show 107: A Lenda do Johnny Tanaceto / Expectativas da Uva (primeira parte) / Não Pega Gato (tx 17.09.94)
- Show 108: Questão de Consequéncia / Expectativas da Uva (segunda parte) / Os Dez Melhores (tx 24.09.94)
- Show 109: Meu Belo Felino / Problemas em Dobro / Alaska Meio-Assado (tx 01.10.94)
- Show 110: O Gato de Tênis / Um Ovo muito fácil (primeira parte) / A Besta do Além (tx 08.10.94)
- Show 111: Comportamento Modelo / Um Ovo muito fácil (segunda parte)  / Mais um Episódio de Formigas (tx 15.10.94)
- Show 112: O Homem de Seus Sonhos / O Disconto de Monte Cristo / A Fada Cantina (tx 22.10.94)
- Show 113: Um Rato de Show / O Médico dos Sonhos / Feliz Dia do Garfield (tx 29.10.94)
- Show 114: Sentado em Cima / Coisa de Criança / Transmissão Cerebal (tx 05.11.94)
- Show 115: Selva Suburbana / A Coisa na Caixa / O Felino Filósofo (tx 05.11.94)
- Show 116: Um Rato Confuso / O Velho da Montanha  / Lutando por Comida (tx 12.11.94)
- Show 117: Jelly Roger / O Felino Filósofo / Fada Madrinha (tx 19.11.94)
- Show 118: Alley Katta e os 40 Ladrões / Se é Terça-Feira Isso Deve Ser Alpha Centauro / Choque de Titãs (tx 26.11.94)
- Show 119: Risada Enlatada / Deja Vu / O Homem que Odiava Gatos (tx 03.12.94)
- Show 120: A Anfitriã do Horror (part one) / O Notório Wade / A Anfitriã do Horro (Parte Dois) (tx 10.12.94)
- Show 121: Arbuckle, o Invencível / O Monstro que Não Conseguia Assutar Ninguém / O Mar Azul (tx 17.12.94)

## Descrição dos Episódios

### 1ª Temporada (1988)
Show 1:
- Paz e Tranquilidade: Garfield tenta dormir um pouco mas Binky, o Palhaço, confunde a casa dele com outro endereço e se recusa a ir embora antes de cantar uma canção de aniversário para a dona da casa.
- Wade, Procurado pela Polícia: Wade acha que vai ser preso por ter arrancado a etiqueta de uma almofada.
- O Havaí é Aqui: Garfield pega a gripe do Havaí, uma doença que faz ele dançar hula toda vez que ouve alguém falar algo sobre Havaí.

Show 2:
- Caixa de Diversões: Garfield brinca com uma caixa de papelão, imaginando que ela é um carro de corrida ou um avião. Quando Odie se junta a brincadeira, os dois começam a imaginar que estão em um barco, perdidos no oceano.
- Orson Voador Não-Identificado: Roy prega uma peça e faz todos acreditarem que a Terra está sendo invadida por alienígenas disfarçados de biscoitos de queijo. Mas Lanolina investiga a pegadinha de Roy.
- O Terror da Escola: Depois que Garfield é mau com Nermal, Jon decide enviá-lo para uma escola de obediência, onde Garfield vira um prisioneiro.

Show 3:
- Pesadelo Noturno: Garfield tem um pesadelo em que ele se transforma num gigante com uma fome insaciável.
- Nariz de Banana: Todos da fazenda decidem se vingar de Roy por suas brincadeiras de mau gosto e passam a caçoar do nariz dele, chamando-o de "nariz de banana". Roy fica muito triste com esse apelido e decide ir embora da fazenda.
- Ode a Odie: Garfield conta para os telespectadores de um dia que Odie estava vagando pela vizinhança e conheceu um cachorro mau chamado Butch.

Show 4:
- Que Gato Medroso: Enquanto Jon sai para fazer compras, Garfield assiste a um filme de terror. Em seguida, a eletricidade acaba e Garfield acha que Jon foi capturado por um monstro.
- Sheldon Sai da Casca: Booker e Orson convencem Sheldon a sair da casca. Mas como as galinhas da fazenda estão de greve, Orson decide chocar Sheldon do ovo no lugar delas. Em seguida, a raposa ataca a fazenda e acaba sequestrando Sheldon.
- Cuidado com o Espirro: Jon sai para um encontro com Liz; e Garfield acaba indo junto. Mas Garfield começa a ter uma crise de espirro, atrapalhando todo o encontro de Jon; e o gato não sabe o que o faz espirrar tanto.

Show 5:
- A Comovente Experiência de Garfield: Garfield se sente maltratado por Jon, então ele decide ir embora e procurar um novo lar. Ele acaba sendo encontrado por uma menina rica, que o leva para sua mansão gigante.
- Wade, Você Está Com Medo: Orson hipnotiza Wade para fazê-lo virar o pato mais corajoso do mundo. Depois disso, Wade começa a agir de uma forma extremamente imprudente e tenta enfrentar um touro.
- É um Barato: Um rato chamado Floyd percebe que Garfield não caça ratos. Ele tenta se aproveitar disso e trás um clã de ratos para a casa de Jon.

Show 6:
- Crise de Identidade: Na rua, Garfield encontra Floyd e um cachorro. Eles então começam a imitar um ao outro (Garfield late, Floyd mia e o cachorro guincha) e esse truque acaba deixando louco o homem da carrocinha.
- Um Jogo de Maluco: Orson encontra um livro que fala sobre um jogo chamado "Porco Ball". Ele convence todos da fazenda a jogar o jogo. Mas Roy, em outra de suas pegadinhas, altera as regras do jogo, fazendo com que todos passem por situações ridículas enquanto tentam jogar.
- Subindo na Árvore: Durante uma visita de Nermal, Garfield sobe na árvore do quintal e acaba ficando preso lá em cima. Ele acha que será resgatado, mas ninguém da vizinhança lhe dá atenção.

Show 7:
- Problema Pesado: Jon compra uma balança. Mas Garfield altera a balança, fazendo com que ela diga que Jon está acima do peso. Com isso, Jon passa a fazer uma série de exercícios.
- A Minhoca Boazinha: Orson conta a história de um dia em que Booker, enquanto caçava uma minhoca, acabou ficando preso em uma armadilha e foi salvo pela própria minhoca.
- Gato Bom, Gato Mau: Garfield conversa com o seu lado bom e o seu lado mau. O lado bom tenta induzi-lo a fazer coisas boas, enquanto o lado mau o incentiva a fazer coisas ruins. No final, induzido pelo lado mau, Garfield acaba atacando o carteiro e destruindo uma caneca que Jon havia comprado de presente para o próprio Garfield.

Show 8:
- Férias na Neve: Jon, Garfield e Odie vão passar as férias em uma cabana nas montanhas. Quando Jon sai para comprar comida, cai uma tempestade de neve e Garfield e Odie acabam ficando presos na cabana e sem comida.
- A Volta do Poderoso Porco: Espalha-se um boato de que há um monstro rondando a fazenda. Orson vira o super-herói Poderoso Porco e sai a procura do tal monstro.
- Uma Troca Justa: Jon e Garfield ficam imaginando como seria se eles estivessem no lugar um do outro. Uma noite, eles tem um sonho onde Garfield vira um humano e Jon um gato.

Show 9:
- O Show do Binky: Garfield participa de um game show na TV, apresentado por Binky, o Palhaço.
- Fica Frio!: Orson está apavorado porque seus irmãos malvados estão vindo visitá-lo. Bô tenta ensiná-lo a filosofia de como manter-se calmo sob pressão.
- Não se Mexa!: Garfield entra em uma peixaria para comer e diz a Odie para ficar sentado em cima de um X na calçada e não se mexer até ele voltar. Odie acaba sendo pego pelo homem da carrocinha, o que resulta em uma viagem incomum pela cidade.

Show 10:
- O Mago Vira-lata: Jon vai a uma loja que vende objetos mágicos. Garfield vai junto e conhece Merlin, o cachorro do dono da loja. Garfield e Merlin começam a lutar usando vários objetos mágicos da loja.
- Uma História Curta: Booker quer fazer mais coisas na fazenda, porém todos acham que ele é pequeno demais e não lhe dão atenção. Mas quando os irmãos de Orson tentam roubar a colheita da fazenda, Booker consegue mostrar que tamanho não é documento.
- Odeio a Segunda-Feira: É segunda-feira, o pior dia da semana para Garfield. Ele tenta lidar com o azar habitual que ele tem nesse dia.

Show 11:
- A Melhor Estifer: Garfield fica com ciúmes dos prêmios que Nermal tem. Para ganhar um prêmio também, Garfield entra num show de talentos para gatos na TV. Mas no programa, Garfield tem que enfrentar justamente Nermal para ganhar o prêmio.
- O Dia Nacional do Pudim de Tapioca: Em mais uma de suas pegadinhas, Roy inventa que hoje é o "Dia Nacional do Pudim de Tapioca". Orson acaba acreditando no feriado falso e começa a falar sobre como é importante dar presentes para os outros.
- Um Estudo Sobre Odie: Garfield faz um documentário sobre Odie, contando o dia-a-dia do cachorro.

Show 12:
- O Justiceiro: Jon recebe a visita de um produtor de desenhos animados, que quer analisar os desenhos de Jon. Ao mesmo tempo, o urso de pelúcia de Garfield, Pooky, desaparece; e Garfield acha que o produtor roubou Pooky.
- O Pato Voador: Wade decide aprender a voar até o final do inverno. Ao mesmo tempo, o primo dele, o Pato Fred, visita a fazenda e ri do fato de que Wade tem medo de voar.
- A Horta de Jon: Após ver o alto preço da comida, Jon decide criar uma horta em seu jardim e cultivar a própria comida nela. Garfield tenta apressar esse processo, causando problemas na horta.

Show 13:
- Garfield com Amnésia: Garfield bate a cabeça e fica com amnésia. Jon e Odie tentam fazê-lo recuperar a memória.
- Gosto da Tua Companhia: Sentindo-se maltratado pela Lanolina, Bô decide se afastar dela e vai morar em uma cabana próxima.  Mas um dia, uma forte tempestade atinge a fazenda e Lanolina, preocupada e com saudades de Bô, decide ir até a cabana para trazê-lo de volta antes que a tempestade o leve.
- O Furor de Consumo: Garfield compra várias coisas inúteis que aparecem nos comerciais de TV. Jon então ameaça que, se ele comprar outro item, irá deixá-lo sem lasanha.

### 2ª Temporada (1989)
Show 14:
- Um Hóspede da Pesada: Durante uma nevada, um gato de rua faminto vai a casa de Jon pedir ajuda e Jon decide abrigá-lo em sua casa. Mas Jon passa a dar para o gato tudo que era de Garfield, deixando-o com ciúmes. Garfield pensa num jeito de fazer o gato de rua ir embora.
- O Gozador: Cansado das piadas de mau gosto de Roy, Orson demite Roy da fazenda e procura um novo galo para substituí-lo. Os outros animais, na tentativa de trazer Roy de volta, sugerem que Orson contrate o primo de Wade, o Pato Fred, cujo comportamento é pior do que o de Roy.
- O Gato Milionário: Durante uma ida ao supermercado, Garfield compra um bilhete de loteria, que acaba sendo o premiado. Garfield, Jon e Odie ficam ricos e passam a ter uma vida de luxo.

Show 15:
- O Planeta do Futuro: Durante um piquenique, Garfield dorme e tem um sonho em que ele dormiu por muitos anos e acordou numa Terra futurística.
- A Lei da Grabidade: Roy ensina para Booker, Sheldon e Wade o que é a lei da gravidade (que ele chama de grabidade por engano). Wade fica com medo de não haver gravidade e de sair voando pelo espaço.
- Uma Soneca Esperta: A mãe de Jon envia para ele uma caixa com os biscoitos favoritos dele. Jon então conta para o carteiro sobre as vezes em que Garfield roubou os biscoitos dele em anos anteriores, mas diz que vai comê-los este ano.

Show 16:
- A Grande Fuga: Jon terá um encontro com uma garota. Mas Garfield descobre que a garota é, na verdade, uma batedora de carteiras e tenta proteger Jon da garota onde quer que ele vá.
- Ovos Mexidos: Orson conta a história de um dia em que Sheldon foi confundido com o filho de uma mãe tartaruga.
- Joãozinho e Maria: Nermal vem visitar a casa de Jon. Garfield conta para Nermal a história de João e Maria, mas fazendo algumas mudanças na história.

Show 17:
- O Monstro de Lama: Durante uma viagem, o carro de Jon tem um pneu furado e Jon, Garfield e Odie são forçados a ficar em um hotel velho na estrada durante a noite. Jon então tenta assustar Garfield e Odie, dizendo que um "monstro de lama" se esconde no hotel.
- O Biscoito da Sorte: Wade começa a ler sua sorte em mensagens dos biscoitos da sorte chineses. Roy tenta usar isso para assustar Wade.
- Que Calor: Em um dia quente de julho, Garfield, Odie e Jon decidem passar o tempo decorando a casa com objetos natalinos. Os vizinhos assistem, decidem fazer o mesmo e logo toda a cidade começa a fazer festas de Natal fora de época.

Show 18:
- Samambaia Perigosa: Depois que Garfield e Odie destroem todas as samambaias de Jon, ele vai a uma estufa para comprar uma nova. Mas a nova samambaia tenta comer todos na casa e Garfield tem que se livrar dela.
- O Troca-Troca: Bô quer um toca-discos e Orson sai para encontrar um para ele de presente. Todos da fazenda começam a querer trocar objetos.
- O Livro Preto: Jon conhece uma garota e marca um encontro com ela, mas depois ele acha que ela está saindo com outro. Jon então rejeita as mulheres e pede para Garfield esconder sua caderneta preta com números de telefone de garotas. Depois, Jon muda de ideia, mas Garfield se recusa a revelar onde escondeu a caderneta.

Show 19:
- A Lenda do Lago: Garfield conta a história de um gato pré-histórico, que queria atravessar um lago para encontrar as árvores de lasanha que cresciam em uma ilha distante.
- Zero Zero Orson: Orson lê um livro de espionagem e sua imaginação o transforma no agente Zero Zero Orson, que tem a missão de combater o vilão Penanova e encontrar o dispositivo explosivo altamente experimental e ultrassecreto antes que seja tarde demais.
- Uma Vida Saudável: Um apresentador de um programa de saúde fitness da TV começa a orientar Jon sobre como se manter em forma. Garfield se cansa do apresentador e tenta dar um jeito de se livrar dele.

Show 20:
- Binky é Despedido: O programa de TV de Binky, o Palhaço, é cancelado por baixa audiência e Binky passa a trabalhar como decorador. Ao mesmo tempo, Jon está querendo fazer reparos em sua casa, o que leva Binky a redecorar a casa inteira.
- Os Estraga Prazeres: Todos da fazenda decidem fazer um show de talentos, mas Wade tem medo de participar. Logo em seguida, os irmãos de Orson aparecerem na fazenda e Wade tem que salvar o dia.
- O Belo e o Fero: Após outra das pegadinhas de Garfield, Nermal decide ir embora. Odie fica chateado e diz para Garfield encontrar Nermal e trazê-lo de volta.

Show 21:
- A Região da Lasanha: Jon compra uma nova antena parabólica para a TV e diz para Garfield não jogar lasanha nela. Mas Garfield ignora o aviso e joga lasanha na antena. Isso causa um defeito que acaba transportando Garfield para dentro da TV, com Odie tendo que tentar tirá-lo de lá.
- O Porco-insone: Orson está muito cansado e com sono, mas não consegue dormir. Todos da fazenda e um duende do sono chamado Muray tentam fazer Orson dormir.
- Yojumbo: Jon e Liz saem para um encontro, mas um bandido aparece na rua e ameaça os dois. Eles conseguem fugir, mas Jon acha que foi covarde fugindo do bandido e decide treinar artes marciais para enfrentar o bandido se ele aparecer outra vez.

Show 22:
- Prós e Contras: Jon dá a Odie algum dinheiro para ele comprar comida. No caminho até o supermercado, um gato de rua aparece e troca o dinheiro de Odie por uma meia velha. Odie tenta dar um jeito de recuperar o dinheiro.
- A Vingança do Galo: Roy faz várias pegadinhas com o Orson, mas depois fica com medo que Orson tente se vingar e pegue ele numa armadilha.
- Luz! Câmera! Ação!: Garfield aceita um emprego como dublê de filmes.

Show 23:
- O Rancho Mustelídeo: Jon leva Garfield para o rancho do Jeca-Tatu, onde Garfield se pergunta o que é um mustelídeo.
- Porco Hércules: Orson conta para Booker e Sheldon sobre o mito de Hércules, ao mesmo tempo que os irmãos de Orson estão vindo para a fazenda. Orson adormece e imagina como seria se ele fosse Hércules.
- O Pequeno Gênio: Jon vai a casa de seu primo, levando Garfield e Odie junto. Lá, o filho do primo de Jon destrói várias coisas e põe a culpa em Garfield.

Show 24:
- Robodie: Um cientista louco sequestra Odie para usá-lo como modelo para sua máquina de clonagem, que fabrica robôs de brinquedo. Logo todos os robôs do cientista ganham a aparência de Odie.
- Wade Primeiros Socorros: Wade machuca a perna e acha que Orson e Roy farão uma cirurgia nele.
- Vítima do Vídeo: Garfield e Jon fazem uma aposta em que Garfield tem que ficar um dia inteiro sem assistir TV. Garfield então tenta resistir a tentação de assistir televisão, mas a própria TV ganha vida e tenta forçar Garfield a assisti-la.

Show 25:
- Conduta de Maine: Jon liga para um restaurante e compra uma lagosta para o jantar, mas o restaurante envia uma lagosta viva. Jon, Garfield e Odie se tornam amigos da lagosta e dão para ela o nome de Therm. Quando Therm fica doente, eles precisam levá-lo de volta para o mar.
- Tudo Por Uma Risada: Alienígenas aparecem na fazenda e planejam destruir todo o humor terrestre. Percebendo que o humor é nocivo para os alienígenas, todos da fazenda tentam dar um jeito de fazer os alienígenas rirem para espantá-los e salvar o humor terrestre.
- O Ataque dos Peixinhos Mutantes: Garfield conta para Nermal uma história falsa sobre Peixinhos Mutantes Gigantes Radioativos. Nermal fica com medo de dormir por causa da história e Garfield decide mostrar para Nermal que a história é falsa, mas acaba descobrindo que os Peixinhos Mutantes realmente existem.

Show 26:
- A Maldição do Diamante Klopman: Nobert, um dos primos de Jon, morre e em seu testamento ele deixa para Garfield o famoso diamante Klopman. O parceiro de negócios de Nobert acha que o diamante deveria ficar com ele e tenta fazer com que Garfield lhe venda o diamante.
- Lama Doce Lama: Todos limpam a fazenda, mas decidem se livrar do poço de lama do Orson também. Orson então explica para todos o que o poço de lama significa para ele.
- Sonhos de Dias Chuvosos: Em um dia chuvoso, Jon sai para um encontro e Garfield e Odie ficam em casa. Eles decidem então usar a imaginação para se divertir.

Show 27:
- Um Basquete Muito Doido: Garfield disputa um jogo de basquete contra Jon, Odie e Nermal, que querem guardar comida para um piquenique enquanto Garfield quer devorá-la.
- A Origem do Poderoso Porco: Orson conta para Wade como ele teve a ideia de se tornar o Poderoso Porco. Ao mesmo tempo, os irmãos de Orson tentam roubar a colheita da fazenda.
- Jeca Tatu Ataca de Novo: Jeca Tatu está disputando um campeonato de rodeio e ele acaba indo morar temporariamente com Jon, Odie e Garfield.

Show 28:
- Binky se dá Mal: Um criminoso chamado Stinky Davis se disfarça como o palhaço Binky e comete vários crimes pela cidade. Isso faz todos pensarem que o verdadeiro Binky é um bandido e ele acaba sendo preso. Garfield tenta salvar o verdadeiro Binky.
- Celeiro do Medo: Os animais da fazenda decidem passar a noite no velho celeiro, que Wade insiste que é assombrado pelos fantasmas dos ancestrais do grupo. Orson tenta convencê-lo de que fantasmas não existem. Ao mesmo tempo, os irmãos de Orson decidem se fantasiar de fantasmas para assustar os animais e roubar a colheita.
- Assuntos do Correio: Garfield apresenta um programa sobre mini-shoppings, mostrando como eles são construídos e o que há dentro deles.

Show 29:
- A Carência do Garfield: Garfield percebe que o público dá mais atenção a Odie e tenta dar um jeito de conquistar mais atenção.
- Swine Trek: Orson pega um terrível resfriado. Enquanto tenta descansar, ele tem um sonho em que ele e sua turma fazem parte de uma tripulação que viaja pela galáxia.
- Deve Ser Verdade: Garfield apresenta um programa de TV onde ele afirma que tudo que é dito na televisão deve ser verdade.

Show 30:
- Arrivederci, Odie!: Garfield quebra um vaso e bota a culpa em Odie, porém ele passa mal e Jon o leva ao veterinário. Lá, a doutora Liz fica cuidando de Odie por uma noite. Mas, ao notar a ausência de Odie em casa, Garfield pensa que Jon mandou Odie embora por quebrar o vaso e sente fala do cachorro, mas tenta negar.
- Gort Vira Bonzinho: Um dos irmãos de Orson, Gort, diz que não quer mais ser malvado como os outros irmãos e que agora está do lado de Orson. Os animais da fazenda aceitam receber Gort como um novo membro, mas Wade desconfia que Gort está mentindo para tentar roubar a colheita.
- Afinidades Felinas: Jon vê um programa de televisão que diz que os donos de animais se tornam parecidos com os seus animais. Ele então começa a achar que está ficando igual ao Garfield e, para provar que ele é diferente, Jon tenta encontrar algo que ele faça mas que Garfield nunca pensaria em fazer.

Show 31:
- O Urso: Enquanto Jon, Odie e Garfield acampam na floresta, surge um urso dançarino perdido do circo.
- Não Há o que Temer: Todos da fazenda estão cansados do medo de Wade e tentam encontrar algo que não o assuste.
- O Grande Tagarela: Um apresentador de TV chamado Joe Palaver diz que odeia gatos e que eles são completamente inúteis. Isso revolta Garfield e ele tenta dar um jeito de se vingar de Joe.

Show 32:
- A Aventura de Jeca Tatu: Jon, Odie e Garfield visitam Jeca Tatu em seu rancho. Jeca Tatu conta a história de um gato que ele conheceu e que se parecia com Garfield.
- Porco Hércules II: Orson tem um sonho em que ele se torna Hércules e enfrenta um gigante de duas cabeças. Esse sonho dá para Orson uma ideia de como fazer Wade e Roy recolherem os grãos que eles derramaram de um silo.
- Crime e Comida: Durante um piquenique, uma das cestas de piquenique é roubada e Garfield vai atrás dela. Ele acaba encontrando uma estranha cidade de pessoas verdes, que comem dinheiro e usam alimentos como moeda.

Show 33:
- A TV do Futuro: A TV dá defeito e Jon, Odie e Garfield tentam comprar uma nova TV.
- O Chapéuzinho Vermelho: Depois de encontrar uma câmera de vídeo, Orson decide fazer um filme em que todos da fazenda adaptam a história da Chapeuzinho Vermelho, com Sheldon fazendo a Chapeuzinho.
- O Gato Bem Nutrido: Garfield come o bolo de lasanha de Jon e ele, irritado, diz que nunca mais dará comida a Garfield. Mas uma ativista ouve tudo e ameaça mandar Jon para a prisão se ele não alimentar Garfield. Jon então alimenta Garfield, mas esquece de dar comida para Nermal, fazendo com que a ativista o mande para a prisão. Garfield e Nermal tentam tirar Jon da cadeia.

Show 34:
- A Invasão dos Robôs Gigantes: Garfield acorda no desenho errado e vai parar num desenho de luta entre robôs gigantes.
- Auto-Estima: Orson tenta guardar todos os seus livros, mas sempre quer ler um livro antes de guardá-lo, o que atrasa a arrumação. Vendo isso, Lanolina e Roy fazem uma aposta: se Orson conseguir arrumar a sua biblioteca, Roy terá que fazer todos os trabalhos de Lanolina por um mês. Se Orson não conseguir, será Lanolina quem fará as tarefas de Roy por um mês.
- Hotel Para Animais: Jon vai fazer uma viagem e, como não pode levar Garfield e Odie e nem deixá-los sozinhos, ele deixa os dois num hotel para animais. Garfield fica impressionado com o hotel até descobrir que o dono do hotel, na verdade, abandona os animais trancando-os em gaiolas.

Show 35:
- Felino de Primeira Classe: Jon, Odie e Nermal decidem fazer Garfield acreditar que ele realmente conseguiu enviar Nermal para Abu Dhabi.
- Hamelot: Orson pensa num jeito de recuperar um balde, que está em cima de uma estante, muito alto para ser alcançado. Enquanto tenta pegar o balde, Orson acaba tendo um sonho em que ele vive uma história parecida com a de Camelot.
- Como Se Engraçado: Garfield dá uma palestra sobre humor, dizendo o que é engraçado e o que não é.

Show 36:
- A Casa Mal-Assombrada: Durante uma viagem, Jon, Odie e Garfield ficam hospedados em um pequeno hotel, que fica ao lado de uma grande e velha mansão, que parece mal-assombrada. Odie acaba entrando na mansão e Garfield vai buscá-lo.
- A Derrota da Fuinha: A doninha tenta roubar as galinhas mas Wade, sem querer, acaba impedindo a doninha, fazendo com que todos da fazenda acreditem que Wade é um herói. Wade também começa a se achar um herói.
- A Lenda do Pirata Jon: Ao visitar Yorktown, Jon descobre que um de seus ancestrais, chamado Long Jon Arbuckle, foi um pirata que traiu George Washington durante a Guerra Revolucionária Americana. Por isso, todos em Yorktown querem que Jon vá embora. Garfield e Odie encontram o diário de Lon Jong Arbuckle e começam a lê-lo para descobrir mais sobre ele.

Show 37:
- Gato Chinês: Jon viaja para a China e uma garçonete chinesa lhe conta a história de um gato parecido com Garfield.
- Cocoricó de Primeira: Bô conta a história de quando Roy foi atacado por um urso, que se irritava toda vez que Roy cantava para despertar a todos de manhã.
- Bonzo, o Empecilho da Praia: Jon tenta impressionar uma garota na praia. Ao mesmo tempo, Garfield conhece uma gata chamada Lola, por quem ele se apaixona, mas ela já tem um namorado e ele não gosta de Garfield.

Show 38:
- Ferro Velho: O vendedor Al Swindler faz com que Jon venda o carro e depois tenta vendê-lo de volta a Jon.
- O Retorno: Orson recebe uma carta do Porco-Martelo, um porco que atormentava Orson na escola. Na carta, ele diz que está vindo para acertar as contas com Orson de uma vez por todas. Orson se prepara para a visita, achando que o Porco-Martelo vai aprontar alguma de novo.
- Viajando Com Vídeo: Jon, Odie e Garfield querem assistir um filme, mas em todos os lugares que eles vão só está passando um filme: "As Criaturas do Kung-Fu na Imitação 2".

Show 39:
- O Correio Animal: Depois de cair em mais uma das armadilhas de Garfield, o carteiro Herman Post é demitido e o chefe dos correios decide assumir o lugar dele. Garfield pensa em fazer várias armadilhas com o chefe dos correios para que ele traga Herman de volta.
- Galo com Cérebro de Amendoim: Orson conta a história de um dia em que Roy ficou obcecado por amendoins.
- Querida Múmia: Durante uma visita a um museu, Garfield acaba sofrendo um acidente e desmaia. Ele tem um sonho em que ele é um gato do Antigo Egito.

### 3ª Temporada (1990)
Show 40:
- Assalto Aéreo: Jon quer ir para Miami, mas descobre que todos os voos são muito caros. O vigarista Al Swindler consegue enganá-lo com um vôo barato e tenta levá-lo para Miami em um avião quebrado.
- Os Coelhos Estão Chegando!: Orson recebe uma carta que diz: "os coelhos está chegando". Mesmo sem saber exatamente o que significa, Wade se desespera com isso, enquanto os outros percebem o erro de gramática na mensagem.
- Contatos Imediatos do Grau do Garfield: Um alienígena pousa perto da casa de Jon e este, achando o alienígena bonitinho, o deixa ficar em casa. Mas Garfield descobre que o alienígena planeja uma invasão.

Show 41:
- Astro Gato: Garfield conta a Odie a história do seu tio-avô, que foi o primeiro gato no espaço.
- Duelo de Cocoricó: Um galo chamado Plato se muda para a fazenda e todas as galinhas ficam apaixonadas por ele, deixando Roy triste. Por isso, ele pensa em ir embora, mas a doninha ataca a fazenda e sequestra as galinhas. Plato, com medo, não quer ir atrás da doninha e com isso Roy tenta salvar as galinhas.
- Gato Cinderela: Garfield encontra no parque um livro sobre a Cinderela. Em seguida, uma fada madrinha aparece e diz que irá atender os desejos de Garfield, mas na verdade ela rouba coisas dos outros para dar a Garfield.

Show 42:
- Em Forma de Navio: Jon sai em um cruzeiro para tentar conhecer algumas garotas e Garfield vai junto. Mas o capitão do navio odeia gatos e tenta capturar Garfield.
- Celeiro do Medo 2: Orson planeja uma festa da colheita, com todos usando as roupas de seus ancestrais. Wade continua temendo que o celeiro velho seja assombrado. Enquanto isso, os irmãos de Orson tentam roubar a colheita.
- Quebre uma Perna: Jon e Garfield vão para uma estação de esqui e Garfield avisa para Jon não esquiar pois ele pode quebrar a perna. Mas Jon quer impressionar uma garota e decide se arriscar no esqui.

Show 43:
- História Contada Duas Vezes: Acontece um acidente e toda a casa de Jon fica cheia de iogurte. Garfield e Jon tentam contar o que aconteceu, mas cada um exagera e culpa o outro pelo acidente.
- Orson Sai de Férias: Orson sai de férias e deixa Wade no comando da fazenda.
- Canção dos Sinos do Casamento: A prima de Jon, Maria, visita a casa e convida Jon para seu casamento. Garfield e Odie escutam a conversa, mas eles entendem errado e acham que Jon e Maria vão se casar. Garfield e Odie tentam impedir o casamento.

Show 44:
- Faxina Geral: Cansado de dar banho no Odie, Jon compra um robô para dar banho nele toda vez que Odie se sujar. Garfield tenta tirar proveito sujando Odie de propósito para que o robô limpe Odie, mas Odie consegue reprogramar o robô, fazendo com que este dê banho em Garfield.
- Os Segredos do Desenho Animado: Orson explica para Wade e para os telespectadores sobre como funcionam os desenhos animados.
- Como o Oeste se Perdeu: Jeca Tatu é demitido do rancho e Jon tenta ajudá-lo a encontrar um novo emprego.

Show 45:
- Binky é Cancelado de Novo!: Os telespectadores reclamam que o programa de Binky, o Palhaço, não é educativo. Por isso, o dono da emissora cancela o programa de Binky e o substitui pelo programa dos Amigos Ursos. Garfield não gosta dessa mudança e tenta fazer com que Binky recupere seu programa.
- O Restaurante do Orson: Orson e Wade montam um restaurante e Orson faz uma oferta de que, se o cliente pedir algo que eles não possam fazer, come de graça durante um mês. Sabendo disso, Roy tenta pedir algo que eles não possam fazer no restaurante.
- Muito Cansado: Garfield está muito cansado, então o narrador escolhe Odie para ser o protagonista do episódio. Odie vai até a casa de uma senhora idosa, que acaba por ser uma bruxa. Garfield tenta ajudar Odie a escapar da bruxa.

Show 46:
- A Volta dos Amigos Ursos: Garfield acaba destruindo a casa e Jon diz a ele para limpar tudo ou não terá comida. Garfield tem dificuldade para arrumar a casa, até que os Amigos Ursos aparecem.
- Muito o que Fazer Para Lanolina: Orson conta a história da peça "A Megera Domada", com a Lanolina fazendo o papel da Megera.
- Invasão de Cães e Gatos: Garfield apresenta um programa sobre como os gatos são melhores que os cães.

Show 47:
- Digno de um Rei: Garfield conta a história de um rei que ganha seu peso em ouro e um duque ciumento tenta arruiná-lo lhe dando um gato para fazê-lo perder peso.
- Ben Hog: Todos da fazenda se preparam para o grande desfile da Feira Estadual, enquanto Orson tenta proteger a colheita dos seus irmãos.
- Sobremesa do Deserto: Depois que um dos pneus do carro de Jon é furado, Garfield e Odie se perdem em um deserto e começam a ter alucinações.

Show 48:
- O Cão dos Arbuckles: Garfield não consegue assistir a um filme de mistério e acaba tendo um sonho em que é um detetive procurando um cão desaparecido.
- Alerta Vermelho da Leitura: Enquanto Orson lê livros, sua imaginação faz tudo que ele lê parecer real, atrapalhando Roy e Wade.
- Arbuckle Urbano: Jeca Tatu apresenta a sua filha a Jon e este, tentando impressioná-la, decide enfrentar o desafio de subir em um touro mecânico.

Show 49:
- Odielocks Cachinhos de Ouro e os Três Gatos: Enquanto espera que sua lasanha de micro-ondas esfrie, Garfield conta para Odie uma versão diferente da história "Cachinhos Dourados e os Três Ursos", mudando-a para "Odie e os Três Gatos".
- Um Salto Para o Futuro: Acidentalmente, Wade faz com que o óleo do trator seja derramado em Orson. Isso irrita Orson, que dá uma bronca em Wade. Depois, Orson se sente mal por ter gritado com Wade e tem um sonho em que ele viaja para o futuro para ver o que aconteceu com Wade.
- Comprando Cam: Garfield quebra a sua cama e ele e Jon saem para comprar uma nova.

Show 50:
- Conde Lasanha: Jon tenta lançar uma história em quadrinhos sobre o gato do Conde Drácula, intitulado "Conde Lasanha".
- Convidado Misterioso: Roy apresenta um game show chamado "Convidado Misterioso" em que os participantes ganharão um trator se conseguirem descobrir quem é o convidado misterioso. Os irmãos de Orson tentam roubar o trator.
- Reboliço Roedor: O primo de Floyd visita a casa de Jon e fica surpreso ao ver que Garfield não caça ratos. A casa fica cheia de ratos e Jon tenta fazer com que Garfield os afugente.

Show 51:
- O Vilão Felino: Jon faz uma torta para caridade e diz para Garfield não comer a torta. Mas Garfield acaba derrubando a torta de uma árvore e depois se imagina em um programa de TV onde ele é procurado por sua má ação.
- A Águia da Lei: Orson encontra um livro de leis agrícolas e decide se certificar que essas leis sejam cumpridas. Ele escolhe Roy para ser o guarda da fazenda e garantir o cumprimento das leis, mas Roy começa a prender todo mundo por qualquer coisa.
- A Saga dos Jecas: Jeca Tatu conta a Jon como ele se tornou um cowboy.

Show 52:
- DJ. Jon: Jon visita seu primo George e em seguida aceita um emprego como disc jockey em uma estação de rádio local. Esse trabalho faz com que ele não tenha mais tempo para Garfield e Odie.
- Com a Mão em 1 Milhão: Orson se imagina como o Agente Zero Zero Orson para encontrar a localização de um milho perdido.
- Cinco Minutos de Jejum: Jon faz uma aposta com Garfield em que o gato precisa ficar sem comer por cinco minutos. Se Garfield conseguir isso, Jon lhe dará um bolo de chocolate e fará a dança da lata. Mas essa aposta parece muito difícil para Garfield.

Show 53:
- Um Mundo Maravilhoso: Após ver um comercial de um parque de diversões, Jon leva Garfield e Odie para o parque, mas descobre que o parque foi assumido pelo vigarista Al Swindler.
- Os Prémios Orson: Está acontecendo na fazenda mais uma edição anual do Prêmio Orson, um prêmio que Orson dá para quem se destaca na fazenda. Roy e os irmãos de Orson querem muito ganhar o prêmio.
- A Ginástica Garfield: Garfield realize seu próprio programa de exercícios.

Show 54:
- Tudo Gordo e Pequeno: Durante uma viagem de acampamento, Garfield acidentalmente cai de uma jangada e vai parar em outra parte do acampamento. Ele encontra um urso e um guaxinim que roubam almoços de piquenique.
- Robin Porco: Orson tem um sonho em que ele se torna Robin Wood.
- Substituíção do Coelho: Jon está fazendo um show de mágica e um dos seus truques é retirar um coelho da cartola. Mas o coelho de Jon se cansa de fazer parte do show e foge. Jon então usa Garfield para substituir o coelho.

Show 55:
- Joga o Pauzinho: Odie está perseguindo um pedaço de pau. Garfield tenta jogar o pedaço de pau o mais longe possível para que Odie não o traga de volta, mas Odie persegue o pau por todos os lugares.
- Orson no País das Maravilhas: Orson tem um sonho parecido com a história de Alice no País das Maravilhas.
- Só para Gatos: Garfield conta uma história de que os gatos, na verdade, vieram de outro planeta para a Terra e planejam escravizar os humanos.

Show 56:
- Enganos Acontecem: Garfield recebe várias cartas de que seu programa é cheio de erros e tenta convencer os telespectadores do contrário. Ele e Odie assistem a um desenho animado cheio de erros.
- O Bom Morador: A fazenda está sofrendo com falta de água e Orson tenta perfurar a Terra para encontrar água. Ele acaba encontrando uma criatura chamada Al.
- O Sábio: Jon recebe em sua casa um homem que vai lhe ensinar a ter paz e tranquilidade, mas as ideias desse homem não agradam Garfield.

Show 57:
- Aatro Peso: Garfield tenta escrever seu próprio episódio.
- Eleição Ofuscada: Roy começa a questionar porque Orson comanda a fazenda. Eles então decidem fazer uma eleição e Roy se candidata para ficar no comando. Enquanto isso, a doninha tenta roubar as galinhas.
- Negócio Sujo: Jon leva Garfield e Odie para conhecer o primo dele, que é dono de uma loja. Mas as coisas desaparecem na loja.

### 4ª Temporada (1991)
Show 58:
- A Lenda de Cactus Júpiter: Garfield vê o futuro, onde ele e seus amigos viraram vaqueiros espaciais.
- O Aniversário do Roy: É o aniversário de Roy e todos lhe dão um relógio de presente, mas o relógio desaparece, junto com outras coisas da fazenda.
- Jon Caixa de Música: O novo chefe de Jon não gosta de pessoas que roem as unhas. Jon então compra um disco que ensina a quebrar o hábito de roer as unhas durante o sono, mas o disco acaba sendo confundido com outros discos de Garfield e Odie.

Show 59:
- Pré-Estreias de Guincho: Garfield faz um filme sobre ratos e dois críticos analisam o filme.
- O Médico e o Wade: Wade se hipnotiza e, por causa disso, ele se transforma em um monstro toda vez que ouve um sino tocar.
- O Astro: Nermal conta a sua versão da história de Paul Bunyan.

Show 60:
- Cachorro ou Vaca: Odie começa a pensar que é uma vaca, devido a um truque de Garfield. Quando Jon descobre o truque, ele finge que Odie é mesmo uma vaca.
- Grande Malvado Amigo Pássaro: Roy decide ir embora da fazenda e vai trabalhar em um programa de TV com os Amigos Ursos. Depois de um tempo, ele quer o seu antigo emprego de volta.
- Cara de Anjo: Um anjo é designado para ajudar Garfield e Odie a se darem bem.

Show 61:
- Erro de Julgamento: Dois ratos roubam uma torta de Garfield, mas ele pensa que foi Odie que roubou e o acusa. Por isso, Odie quer fazer um julgamento.
- Uma História Ovomocionante: Orson narra a história da origem de Sheldon, explicando porque ele nunca quis sair do ovo.
- Supermercado Mania: Um novo supermercado é aberto ao lado do supermercado que Jon costuma fazer compras. O dono do novo supermercado atrai Jon e muitos outros clientes para fazer compras em sua loja.

Show 62:
- Frankenstein Felino: Jon tem um sonho com um gato monstro parecido com Frankenstein.
- Wade, O Homem do Tempo: Está chovendo demais e Wade faz um pedido para que pare de chover. A chuva para, mas depois de um tempo, toda a fazenda fica sem água e Wade tenta fazer a chuva voltar.
- Um Substituo Felino: Garfield fica doente e Nermal o substitui como protagonista do episódio.

Show 63:
- O Gato Polar: Enquanto tirava uma soneca, Garfield acidentalmente é colocado em um avião e depois ele se perde no Pólo Sul.
- Do Outro Lado do Arco-íris: Roy procura um pote de ouro no final de um arco-íris e acaba participando de um game show.
- Possibilidades Remotas: Jon pede uma encomenda e Garfield acha que a encomenda é o controle experimental de um cientista.

Show 64:
- A Noite das Lavadoras Vivas: Garfield conta a história de um dia em que Jon comprou uma máquina de lavar que come roupas.
- Lanche Rápido: Bô, que cozinha a comida da fazenda, está cozinhando muito lentamente e deixando todos com fome. Roy então decide criar o seu próprio restaurante, que serve a comida muito rápido.
- Pagar e LevAR: Depois de receber uma conta cara do cartão de crédito, Jon decide cancelar todos os seus cartões de crédito e passa a comprar tudo somente à vista. Mas isso acaba causando um problema quando ele tenta comprar uma nova cesta de lixo.

Show 65:
- Velocidade Máxima: Jon recebe uma multa por excesso de velocidade e fica retido por se recusar a pagar a multa.
- Asas da Imaginação: Orson convence Wade a usar sua imaginação e Wade imagina que ele está salvando as galinhas da doninha, sem saber que sua imaginação é real. Enquanto isso, Roy beija acidentalmente um urso, causando problemas.
- Gato Náufrago: Garfield tenta se divertir lendo livros e ele acaba se imaginando dentro da história de Robinson Crusoé.

Show 66:
- Mente em Matéria: Jon acaba encontrando um diamante que lhe dá o poder de ler mentes.
- Orson no Bastão: Enquanto jogava beisebol, Orson é atingido na cabeça por uma bola e tem um sonho em que ele vira um jogador profissional.
- Múltipla Escolha: Garfield oferece ao público um episódio onde o público pode escolher o que acontece.

Show 67:
- Garfield Guerreiro das Galáxias: Garfield fica viciado em videogames enquanto Jon tem apendicite.
- O Espião Astuto: Enquanto procura pelo seu livro de espionagem, Orson se imagina como um detetive.
- O Que Fica Para Sempre: Ed, o tio de Jon, visita a casa dele e Jon, Garfield e Odie tentam achar um jeito dele ir embora.

Show 68:
- Um Bebê Saltitante: Garfield e Odie vão ao supermercado e acidentalmente trazem um bebê para casa.
- O Patinho Feio: Orson conta uma história parecida com "O Mágico de Oz", em que Wade é o protagonista.
- Aulas Didáticas: A emissora quer que o programa de Garfield seja mais educativo, então ela contrata os Amigos Ursos para dar aulas a Garfield.

Show 69:
- Robodie II: Mais uma vez, um cientista tenta fazer clones robôs do Odie e desta vez ele acaba construindo um clone robô gigante.
- Super Manteiga: Toda a manteiga da fazenda desaparece e Orson tem certeza que Roy a roubou. Ele tenta pensar num jeito de provar que Roy está com a manteiga.
- Coisas Chatas: Garfield apresenta uma lista de coisas que o irritam.

Show 70:
- Problema Garantido: Jon, Odie e Garfield compram uma nova TV.
- Fã Clube: Roy e Wade brigam para ver qual deles deve ser o presidente de um fã-clube.
- A Experiência: Um rato adolescente acha que Garfield é culpado pelo desaparecimento da mãe dele, mesmo Garfield insistindo que não é.

Show 71:
- A Imagem de Id: Ao visitar um museu, Garfield e Odie tocam numa estátua mágica, que faz os dois trocarem de corpos.
- Histórias da Carochinha: Orson lê a história da Cinderela para Booker e Sheldon, mas os dois fazem várias mudanças na história.
- Mamma Manicotti: Garfield, Jon e Odie conhecem uma cozinheira chamada Mamma Manicotti, que cozinha muito bem e todos querem copiar o jeito que ela cozinha.

Show 72:
- A Patrulha da Pizza: Garfield vê um comercial de uma pizzaria que oferece entregar a pizza em até meia-hora, do contrário o cliente não paga. Ele então pede várias pizzas nessa pizzaria e deixa várias armadilhas pelo caminho, fazendo com que os entregadores sempre cheguem atrasados e não consigam o dinheiro das pizzas.
- Tal Pai, Tal Filho: O pai de Wade visita a fazenda e Wade tenta provar a ele que não é mais um covarde.
- Um Romance Sobre Rodas: Jon compra um carro que vem com uma voz feminina computadorizada.

Show 73:
- Aventura Animada e Automatizada: Um desenhista usa Garfield para mostrar a Jon os desenhos feitos no computador.
- Wade Maravilha: Wade recebe a tarefa de proteger os vegetais da fazenda dos irmãos de Orson, mas ele falha e deixa os irmãos de Orson levarem os vegetais. Depois disso, um anjo aparece e decide mostrar a Wade como seria a fazenda se ele nunca tivesse nascido.
- Transportando Odie: Garfield conta a história de um dia em que Odie viajou com um caminhoneiro novato chamado Bob.

### 5ª Temporada (1992)
Show 74:
- Casa Longe de Casa: Garfield foge e quase é sufocado pelo seu novo dono, que acredita que Garfield é o seu gato desaparecido.
- Robô Tempestade: Precisando encontrar água, Roy compra um robô que pode alterar o clima. Enquanto isso, os irmãos de Orson tentam roubar a colheita, disfarçados de robôs.
- O Incrível Odie: Odie encontra uma varinha mágica, que foi jogada fora por um mágico.

Show 75:
- Lar Doce Lar: O vigarista Swindler arma uma série de golpes para conseguir dinheiro de Jon e até compra a casa dele. Mas Garfield tem um plano para recuperar a casa e o dinheiro de Jon.
- Miozotois Newton: Newton, um dos primos de Wade e que sofre de amnésia, chega a fazenda em busca de trabalho. Enquanto isso, Roy tenta construir um foguete e Gort tenta roubar a colheita de tomates.
- O Grande Inventor: Garfield conta a história de um gato da Roma Antiga que ajudou a criar a lasanha.

Show 76:
- O Gosto Faz o Peso: Após ver um comercial de comida saudável, Jon compra a comida do comercial para tentar fazer dieta, mas depois descobre que a comida do comercial era uma farsa. Garfield então tenta se vingar do anunciante.
- O Lobo Vigia: Um lobo está rondando a fazenda, então Orson instala um sino e diz para todos tocarem o sino se virem o lobo. Mas Roy decide fazer uma brincadeira e fica tocando o sino sem que o lobo tenha aparecido. Até que, uma hora, o lobo realmente aparece e Roy tenta tocar o sino para avisar a todos, mas agora ninguém acredita nele.
- Juízo Final: Garfield encontra um poço dos desejos e faz um pedido para que a segunda-feira deixe de existir. O pedido funciona e a segunda-feira desaparece de todos os calendários. Mas depois, Garfield se arrepende desse pedido e tenta desfazer o que fez.

Show 77:
- Primo do Campo: O primo de Jon, Roscoe, é contratado para reformar o telhado, cortar a grama e aspirar a casa. Em vez disso, ele acaba destruindo toda a casa de Jon.
- O Jogo do Nome: Orson lê a história de Rumpelstiltskin para Booker, Sheldon, Roy e Wade. Mas eles fazem várias mudanças na história.
- A Maldição do Parque: Garfield é ameaçado por uma cartomante.

Show 78:
- Terror Renovado: Jon é constantemente incomodado por um vendedor de revistas.
- Contos de Ninar: Orson tenta ler uma história para Booker e Sheldon, mas ele está muito doente para ler, então os outros animais da fazenda tentam ajudar.
- Dente de Sabre: Um tigre dente-de-sabre, que deveria estar extinto há anos, troca de lugar com Garfield.

Show 79:
- O Primeiro Teste Anual dos Observadores do Garfield: Garfield apresenta um programa de perguntas e respostas enquanto uma voz anuncia produtos continuamente.
- Um Corvo Muito Louco: Orson conta a sua versão da história "The Raven" de Edgar Allan Poe, enquanto os irmãos de Orson tentam roubar a colheita.
- O Que é um Toca-Discos: Garfield e Odie quebram o toca-discos de Jon e ele tenta encontrar um novo.

Show 80:
- O Tribunal dos Gatos: Garfield é levado a julgamento por não se comportar como os outros gatos.
- O Show do Bô: Todos os animais da fazenda, exceto Bô, são sequestrados pelos irmãos de Orson. Sozinho, Bô tem que cuidar da fazenda, fazendo tudo que os outros fariam.
- Péssimos Vizinhos: O vizinho de Jon vai a um tribunal reclamar das constantes travessuras de Garfield. Ao mesmo tempo, o vizinho começa a ver o rosto de Garfield em todos os lugares e acaba enlouquecendo.

Show 81:
- Gato na Lona: Após Garfield comer a pizza de um lutador, o lutador desafio Jon para uma luta. Agora Garfield tem que salvar o Jon do lutador.
- Lua Faz de Conta: Orson, Wade e Roy imaginam uma viagem a Lua. Enquanto isso, duas doninhas, chamadas Waylon e Spence, tentam roubar as galinhas.
- A Criatura que Vivia na Geladeira Atrás da Maionese, Perto do Ketchup e a Esquerda da Salada de Repolho: Jon faz uma nova receita muito ruim e depois deixa o prato dentro da geladeira por meses. De tão ruim, o prato se transforma em uma criatura sobrenatural, que fica na geladeira atrás da maionese, perto do ketchup e a esquerda da salada de repolho. Agora Garfield tem que dar um jeito de dar um fim a criatura.

Show 82:
- Lindo de Morrer: Garfield tenta usar Nermal para conseguir comida.
- As Cavernas de Cacau: Orson, Roy e Wade descobrem uma mina cheia de chocolate. Os irmãos de Orson aparecem e querem comer o cacau.
- O Par dos Sonhos: Jon participa de um programa de namoro fraudulento. Garfield tenta estragar o encontro, mas sem contar a verdade para que Jon não fique tão magoado.

Show 83:
- Odie Aéreo: Odie encontra uma lâmpada mágica na praia e deseja poder voar.
- Era Uma Vez um Tempão: Wade pensa num jeito de recuperar seus cinco dólares, que Roy pegou. Orson tenta inspirar Wade, lembrando momentos históricos.
- Noiva e Vassoura: Depois de ter sido abandonada pelo seu namorado, uma bruxa quer se casar com Jon. Agora Garfield e Odie, para resgatar Jon, precisam encontrar o namorado da bruxa antes do casamento.

Show 84:
- O Boneco Perigoso: Jon ganha um boneco de ventríloquo. Mas Garfield descobre que o boneco está vivo e pretende escravizar a humanidade.
- Mais Cedo ou Mais Tarde: O lobo conta a Roy sobre a procrastinação e Roy fala sobre isso com todos da fazenda, menos Orson. Logo todos da fazenda, menos Orson, começam a procrastinar as coisas.
- Jon Saltador: Jon começa a praticar paraquedismo e Garfield apresenta um programa sobre grandes momentos de estupidez.

Show 85:
- A Pior Pizza na História da Humanidade: Garfield conta a história de um terrível cozinheiro de pizza, que irrita todos da cidade com sua pizza ruim.
- Jack II, O Resto da História: Booker, Sheldon, Wade e Roy começam a contar, de uma nova maneira, a história de João e o Pé de Feijão.
- A Ópera Garfuekd: Garfield apresenta um programa de música baseado em seus hábitos alimentares.

Show 86:
- Conspiração Contra o Gato de Desenho: Garfield reclama que os gatos sempre se dão mal nos desenhos animados e decide fazer um novo desenho animado, estrelado por ele próprio.
- Quem Foi?: Três cães chamados Quem, Qual e Onde vem trabalhar na fazenda. Mas os outros animais, principalmente Roy e Wade, não conseguem entender quais são os nomes deles e tentam desesperadamente descobrir os nomes. Enquanto isso, os irmãos de Orson tentam roubar a colheita de maçãs.
- O Pânico do Piquenique: Em um episódio musical, Garfield tenta evitar que as formiguinhas estraguem um piquenique preparado por Jon.

Show 87:
- O Som Perfeito: O supervisor de efeitos sonoros sai. Então Garfield dá a Odie a tarefa de colocar efeitos sonoros no show dele.
- Contatos Imediatos: Depois que Orson lê um livro sobre alienígenas, todos da fazenda ficam comentando isso. Isso dá ao lobo a ideia de fazer todos pensarem que há alienígenas por perto para que ele possa roubar as galinhas.
- Os Perigos de Penelope: Penélope termina o seu namoro com um gato chamado Brick e começa a se relacionar com Garfield. Mas Brick ameaça acabar com Garfield se ele não se afastar de Penélope.

Show 88:
- Fantasma de Uma Figa: Um fantasma precisa assustar Garfield para provar o seu valor.
- Roy é Despedido: Mais uma vez, Roy é demitido da fazenda e vai trabalhar com os Amigos Ursos.
- A Vingança do Almoço Vivo: Um meteorito faz com que a comida da geladeira ganhe vida. Agora Garfield precisa enfrentar a comida da geladeira.

Show 89:
- Simão Supersônico: Na tentativa de se organizar mais rápido, Jon contrata um vendedor que o ajuda a fazer tarefas rapidamente.
- Um Pequeno Distúrbio Emocional: Um texugo psiquiatra chamado Edward R. Furrow aconselha Wade sobre o seu medo. Enquanto isso, o lobo, querendo roubar as galinhas, tenta convencer Roy a tirar férias.
- O Clipe do Garfield: Garfield faz um clipe musical e o envia para um canal de televisão. O clipe se torna o mais assistido da semana.

### 6ª Temporada (1993)
Show 90:
- Uma Loucura de Férias: Garfield tenta convencer Jon a não sair de férias, já que detesta sair de férias com ele. Ele consegue convencer Jon, mas o tiro sai pela culatra, quando Jon envolve Garfield e Odie nas tarefas domésticas. Agora Garfield tem que dar um jeito de fazer Jon sair de férias.
- O Incrível Monstro Pateta do Pantâno: Um cientista maluco cria um robô gigante, mas o robô cai na lama e é confundido com um monstro do pântano. Enquanto isso, a doninha tenta roubar as galinhas.
- Dolorosa Doação: Nermal tem um sonho em que Garfield tenta vendê-lo em comerciais.

Show 91:
- A Invenção dos Wright: Garfield conta a história do gato dos irmãos Wright, o verdadeiro inventor do aeromodelo.
- Orson Mensageiro: Orson e Booker estão trabalhando como carteiros e precisam entregar um pacote. Ao chegar no endereço, eles encontram um cachorro grande e raivoso na entrada. Agora eles precisam dar um jeito de enfrentar o cachorro para entregar o pacote.
- Segurança em Casa: Depois que a casa de Jon é roubada, um equipamento moderno de segurança é instalado na casa. Jon, Garfield e Odie saem para assistir a um filme, mas quando voltam, o sistema de segurança deixa eles trancados do lado de fora, já que eles não sabem a senha para entrar.

Show 92:
- Jon o Bárbaro: Garfield conta a história de um dia em que Jon se apaixonou pela esposa de um guerreiro valentão.
- Socorrendo o Tio Roy: A sobrinha de Roy, Chloe, vem visitá-lo. Ao mesmo tempo, Roy sai para um encontro.
- O Gato e o Conselho: Nermal é acusado de ser fofo demais e começa a responder um processo perante um conselho.

Show 93:
- A Próxima Porta: Os vizinhos de Jon decidem se mudar, já que Garfield frequentemente rouba e come a comida deles. Em seu lugar, um homem que canta constantemente, chamado Larry, se torna o novo vizinho.
- Tudo Sobre Wade: Orson e Roy levam Wade a um doutor para discutir todos os seus medos e fobias. Em dado momento, Wade sai correndo do desenho e vai para um papel em branco, onde o cartunista o convence a ir para casa.
- Pézão: Garfield, Odie e Jon vão atrás de uma criatura lendária, o Pé Grande, após verem um anúncio de uma recompensa por uma foto dele.

Show 94:
- A Conspiração Canina: Garfield conta a história de um dia em que Odie foi injustamente acusado de roubar coisas.
- A Branca de Neve e os 77 Anões (primeira parte): Todos da fazenda decidem recriar a história de Branca de Neve. As coisas começam a se complicar quando Roy, que faz o papel do Príncipe, se recusa a beijar Wade, que faz o papel da Branca de Neve.
- O Artigo Genuíno: Garfield encontra um gato chamado Gabriel, que age exatamente igual a Garfield.

Show 95:
- O Melhor Seguro: Depois que Jon bate seu carro, ele descobre que tanto o seu agente de seguros quanto o reparador estão tentando enganá-lo.
- A Branca de Neve e os 77 Anões (segunda parte): Continuando a história da Branca de Neve, Roy acaba aceitando beijar Wade. Mas a Rainha Má, interpretada pela Lanolina, pretende atacar.
- O Peixe Gato: Durante uma pescaria com Jon e Odie, Garfield sonha que é um peixe.

Show 96:
- Fatias e Tortas de Hamelin: Garfield conta uma versão modificada da história do Flautista de Hamelin.
- O Engraçadinho: Roy diz a todos que desistiu de pregar peças nos outros. Agora ele tenta resistir a vontade de pregar peças.
- Doce Refeição: Garfield está querendo comer um pássaro. Enquanto isso, o pai de um pássaro procura pelo seu filho.

Show 97:
- A História de Floyd: Floyd e sua esposa pedem mais tempo no programa. Enquanto isso, Garfield está irritado com a visita da tia de Jon e tenta se livrar dela.
- A Vaca Roubada: Roy rouba a vaca da fazenda. Orson e Bô viram detetives e tentam descobrir quem roubou a vaca.
- O Segundo Episódio de Penelope: Em um cinema drive-in, Penélope vê Garfield com uma outra gata e fica com ciúmes.

Show 98:
- O Médico e o Rato: Enquanto prepara um jantar no micro-ondas, Garfield conta a história do doutor Jekyll e um rato monstro.
- Dia de Pagamento: No dia em que todos da fazenda recebem seus salários, uma raposa chega na fazenda e começa a pegar o dinheiro de todos. Enquanto isso, Orson expulsa Roy da fazenda após Roy tentar enganá-lo.
- Como Enlouquecer os Humanos: Garfield orienta gatinhos recém-nascidos sobre como enlouquecer os humanos.

Show 99:
- Um Desastre de Encontro: Uma garota chamada Mônica convida Jon para sair, tentando se vingar do seu pai durão.
- Tempo Para Descanso: Orson tenta fazer com que Lanolina tire férias de mentira.
- A Maior Soneca: Garfield tenta tirar a soneca mais longa do mundo para entrar no livro dos recordes.

Show 100:
- Escadaria Para o Estrelato: Enquanto espera para ser servido em um restaurante, Garfield conta para Odie a história de quando ele fez parte de uma dupla cômica.
- O Retorno do Incrivelmente Estúpido Monstro do Pantano: O robô monstro do pântano retorna, enquanto o seu dono o procura.
- A Vida e a Época de Kid Lasanha: No Velho-Oeste, Garfield tem que salvar uma donzela sequestrada.

Show 101:
- Mágica, Monstros e o Mago: Jon tem um sonho onde ele joga um jogo chamado "Mágica e Monstros" e tenta encontrar a carteira sem fundo.
- A Cavalgada da Meia-Noite: Quando Roy vê Wade ganhando mais crédito do que ele, Roy decide criar um poema envolvendo Wade para chamar a atenção.
- Propriedade Irreal: Jon compra uma casa barata, sem saber que ela é mal-assombrada.

Show 102:
- Perdido e Abandonado: Enquanto brincava de esconde-esconde, Odie acaba sendo encontrado por uma garotinha chamada Becky, que quer ter um cachorro, apesar de que o pai dela não gosta de cães.
- Inverno Maravilha: Orson lê livros sobre natação na praia.
- Filmes e Felinos: Garfield informa o público sobre a história dos gatos nos filmes, enquanto um verificador de fatos contesta suas afirmações.

Show 103:
- O Musical Garfield: Em um episódio musical, Penélope, a namorada de Garfield, se apaixona por um gato de rock and roll.
- Melvin Lê as Mentes: Orson conhece um alienígena chamado Melvin, que lhe dá o poder de ler mentes.
- O Maluco Encontra Alguém a Altura: Um novo supermercado abre ao lado do supermercado onde Jon costuma fazer as compras. O novo supermercado logo atrai todos os clientes e Garfield pensa num jeito de atrair novamente os clientes para o antigo supermercado.

Show 104:
- Gladiadores e Confusão: Jon escreve uma carta para participar de um programa de televisão, mas a carta acaba sendo enviada para outro lugar por engano. Isso faz com que Jon tenha que enfrentar um cavaleiro chamado Boulder.
- Feriado Especial: Roy cria um feriado onde todos tem que jogar uma torta de limão e merengue em um pato. Isso faz com que Wade receba várias tortas na cara. Ele então decide também criar um feriado para se vingar de Roy.
- Jon, o Delinquente: Jon visita uma prisão para fazer uma palestra sobre desenhos animados. Lá, um criminoso deixa Jon trancado em uma cela e troca de lugar com ele.

Show 105:
- O Terceiro Episódio de Penelope: Garfield e Penélope imaginam estar casados.
- A Força da Lebre: Orson, Booker e Sheldon imaginam a história da corrida entre a Tartaruga e a Lebre, mas como se fosse um filme de ficção científica.
- Revista Popular da Boca do Lixo: Garfield e Floyd fazem um show para os animais da vizinhança, com a ajuda de Odie e Nermal.

### 7ª Temporada (1994)
Show 106:
- Mudando de Ideia: Garfield e Nermal trocam de personalidade por um dia, após fazerem um desejo a uma estrela cadente.
- Problemas com Deméritos: Orson sai de férias e chama o seu primo Aloysio para tomar conta da fazenda. Aloysio começa a incomodar Roy e Wade, lhes dando deméritos por qualquer coisa que eles façam.
- O Par Perfeito: Jon enfim encontra seu par ideal: uma mulher chamada Jane Arbinckle, que tem as mesmas falhas de Jon.

Show 107:
- A Lenda do Johnny Tanaceto: Em uma paródia de Johnny Appleseed, Jon planta plantas de ambrósia, o que faz as pessoas espirrarem.
- Expectativas da Uva (primeira parte): O Grande Galo vai fazer uma visita a fazenda para ver se Roy está sendo um bom galo. Roy fica encarregado de guardar a colheita para mostrar ao Grande Galo, mas Wade come uma das uvas. Roy então vai ao supermercado e consegue comprar outra uva para substituí-la, mas enquanto ele estava fora, Booker comeu outra uva sem ninguém notar. Ao perceber que uma uva está faltando, o Grande Galo conclui que Roy não cumpriu seus objetivos como galo e deve ser punido.
- Não Pega Gato: Ludwon, um pássaro, está sendo perseguido por um gato que quer comê-lo. Garfield tenta proteger Ludwon do gato.

Show 108:
- Questão de Consequência: Um grilo concorda em agir como se fosse a consciência do Garfield para ajudá-lo a se manter longe de problemas.
- Expectativas da Uva (segunda parte): Continuando o episódio anterior, o Grande Galo leva Roy para ser julgado. Os outros animais da fazenda conseguem chegar ao julgamento e Booker confessa que comeu a uva, limpando o nome de Roy.
- Os Dez Melhores: Garfield dá 10 lições sobre como saber se ele já comeu o suficiente.

Show 109:
- Meu Belo Felino: Garfield é expulso de casa. Ao entrar num beco pelas ruas, ele é encontrado por um treinador de gatos, que decide treiná-lo para se tornar um gato de verdade.
- Problemas em Dobro: Roy acha que está trabalhando demais na fazenda. Então ele compra um disco que o ensina a como impedir que Orson e Lanolina o obriguem a trabalhar.
- Alaska Meio-Assado: Jon recebe um convite para trabalhar no Alasca. Mas Garfield e Jon não gostam da ideia.

Show 110:
- O Gato de Tênis: Garfield conta sua versão da história do Gato de Botas, com ele sendo o personagem principal.
- Um Ovo muito fácil (primeira parte): Orson e Bô contam a história de uma dia em que Wade, por causa do seu medo das coisas, decidiu viver dentro de um ovo para se proteger, assim como o Sheldon. Mas isso começou a trazer problemas para Wade.
- A Besta do Além: Um dinossauro que sobreviveu à extinção reaparece e tenta conquistar a Terra através de um programa de televisão.

Show 111:
- Comportamento Modelo: Jon sai com uma supermodelo, que está interessada em Garfield.
- Um Ovo muito fácil (segunda parte): Wade, em formato de Ovo, é sequestrado pela Doninha. Depois disso, Wade desiste de ser um ovo como o Sheldon e volta a sair da casca. Os outros animais tentam resgatar Wade da Doninha.
- Mais um Episódio de Formigas: As formigas cantoras do episódio Pânico no Piquenique reaparecem e invadem a casa de Garfield. Jon e Garfield contratam um exterminador para se livrar delas.

Show 112:
- O Homem de Seus Sonhos: Em um episódio musical, Penélope fica insatisfeita com os seus encontros repetitivos com o Garfield e começa a se imaginar em aventuras.
- O Disconto de Monte Cristo: Orson tenta ler e imaginar a história do Conde de Monte Cristo, mas o seu primo Aloysio atrapalha o tempo todo, tentando economizar os custos da produção.
- A Fada Cantina: Garfield conta uma história parecida com a da Cinderela, em que uma fada madrinha ajuda Odie a comparecer a um baile de cachorros.

Show 113:
- Um Rato de Show: Um rato chamado Myron se muda para a casa de Jon depois que Floyd vai embora. Quando Myron descobre que Garfield não caça ratos, ele tenta usar o Garfield para se divertir.
- O Médico dos Sonhos: Orson começa a pensar que está muito ocupado lendo livros e esquecendo de proteger as galinhas da Doninha. Ele então decide pedir conselhos a um terapeuta.
- Feliz Dia do Garfield: Jon descobre que o aniversário de Garfield está chegando e se prepara para o dia.

Show 114:
- Sentado em Cima: Garfield se senta em cima de um livro que Jon está lendo e se recusa a sair, não importa o que Jon faça.
- Coisa de Criança: Aloysio, o primo de Orson, diz que o programa da Fazenda do Orson tem várias falhas e que os animais precisam produzir conteúdo saudável e educativo para o público. A emissora ameaça cancelar o programa, então os animais aceitam em encenar uma peça teatral educativa. Mas Aloysio continua interrompendo a apresentação, dizendo que cada rima da peça é inadequada.
- Transmissão Cerebral: Garfield explica como os humanos podem entender os pensamentos dos animais, através do uso de um microfone especial. Graças a esse microfone, Garfield acaba descobrindo que alguns criminosos planejam assaltar o banco e tenta avisar a polícia.

Show 115:
- Selva Suburbana: A sobrinha adolescente de Jon foge para o shopping, onde Garfield e Odie a seguem.
- A Coisa na Caixa: Uma caixa para Bô chega na fazenda e todos se perguntam o que tem dentro dela. No final, era Nermal, que tinha sido enviado pelo correio por Garfield para a Fazenda do Orson.
- O Felino Filósofo: Quando Garfield não consegue pegar uma torta no parapeito de uma janela, ele recebe discursos motivacionais de um gato filósofo.

Show 116:
- Um Rato Confuso: Garfield motiva um rato, amigo de Floyd, a pensar que ele é um gato.
- O Velho da Montanha: Wade encontra Gort, um dos irmãos de Orson, dormindo em sua cama e pensa em um jeito de tirá-lo de lá. Ele vai buscar ajuda a um velho da montanha.
- Lutando por Comida: Jon é contratado para cozinhar para um campeão de pesos pesados.

Show 117:
- Jelly Roger: Um reparador de TV assume a personalidade de seu ancestral - um pirata saqueador de alimentos.
- O Felino Filósofo: Orson, Roy, Wade e a Doninha procuram conselhos com o gato Garfield.
- Fada Madrinha: Uma fada madrinha faz com que tudo que Garfield, Jon e Odie desejem se torne real. Isso acaba causando confusão.

Show 118:
- Alley Katta e os 40 Ladrões: Garfield conta a sua versão da história de Ali Babá e os 40 Ladrões.
- Se é Terça-Feira Isso Deve Ser Alpha Centauro: Orson e sua turma usam sua imaginação para fazer uma viagem para vários planetas.
- Choque de Titãs: Garfield e Odie vão parar no desenho errado, dessa vez numa paródia dos X-Men.

Show 119:
- Risada Enlatada: Jon usa sua velha geladeira para construir um robô de comédia.
- Deja Vu: Orson, Roy, Wade e a Doninha tem a sensação de que estão repetindo acontecimentos que já aconteceram antes. E Wade começa a esquecer o nome da Doninha.
- O Homem que Odiava Gatos: Em um episódio musical, Jon passa a ter um novo vizinho, que detesta gatos. Garfield descobre que o motivo disso é porque o vizinho perdeu um gato querido quando era criança. Garfield tenta encontrar o gato do vizinho.

Show 120:
- A Anfitriã do Horror (Parte Um): Jon se apaixona por Vivacia, uma mulher apresentadora de filmes de terror. Garfield e Odie dão a ele a chance de sair com ela.
- O Notório Wade: Wade aparece em um noticiário da TV para falar sobre os seus medos.
- A Anfitriã do Horror (Parte Dois): Garfield e Odie tentam resgatar Jon e outros homens de Vivacia e de várias criaturas de terror.

Show 121:
- Arbuckle, o Invencível: Uma nave alienígena deixa uma esfera cair no bolso de Jon, o que o torna invencível. Para tirar vantagem disso, Jon decide fazer uma manobra perigosa para ganhar dinheiro.
- O Monstro que Não Conseguia Assustar Ninguém: Orson conta para Booker e Sheldon a história de um monstro que tinha dificuldade para assustar as pessoas.
- O Mar Azul: Em um episódio musical, Garfield, Jon e Odie passam férias na praia, onde acabam em apuros após encontrar um tubarão.

(Nota: este é o último episódio).
1. ↑  «The Official Website of Garfield and Friends». Consultado em 19 de outubro de 2008. Arquivado do original em 4 de novembro de 2008